# Федірківська сільська рада (Світловодський район)
| Федірківська сільська рада — колишній орган місцевого самоврядування у Світловодському районі Кіровоградської області з адміністративним центром у селі Федірки. Населення — 624 особи. 05.02.1965 Указом Президії Верховної Ради Української РСР передано Федірківську сільраду Знам'янського району до складу Кремгесівського району. Сільраді були підпорядковані населені пункти: - c. Федірки; - с. Сніжкове. |

## Склад ради
Рада складається з 12 депутатів та голови.

### Керівний склад ради
| ПІБ                       | Основні відомості                                                                             | Дата обрання | Дата звільнення |
| ------------------------- | --------------------------------------------------------------------------------------------- | ------------ | --------------- |
| Джулай Володимир Іванович | Сільський голова, 1956 року народження, освіта, член Всеукраїнського об'єднання «Батьківщина» | 26.03.2006   | 31.10.2010      |
| Джулай Володимир Іванович | Сільський голова, 1956 року народження, освіта середня спеціальна, безпартійний               | 31.10.2010   |                 |

Примітка: таблиця складена за даними джерела

## Населення
Згідно з переписом УРСР 1989 року чисельність наявного населення сільської ради становила 692 особи, з яких 276 чоловіків та 416 жінок.
За переписом населення України 2001 року в сільській раді мешкали 624 особи.

### Мова
Розподіл населення за рідною мовою за даними перепису 2001 року:
| Мова       | Відсоток |
| ---------- | -------- |
| українська | 96,15 %  |
| російська  | 3,85 %   |